# Fernando Carlos Maletti
Fernando Carlos Maletti (Buenos Aires, 17 de março de 1949 — 8 de março de 2022) - sacerdote católico argentino, bispo de Merlo-Moreno nos anos 2013-2022.
Foi ordenado sacerdote em 24 de novembro de 1973 por Juan Carlos Aramburu e incardinado na Arquidiocese de Buenos Aires. Ele foi, entre outros formador no seminário (1977-1983), assistente arquidiocesano da Ação Católica Juvenil (1981-1983), diretor do instituto vocacional diocesano (1983-1988), além de vice-diretor da Caritas diocesana (1993-2001) e pároco da Paróquia Santuário de S. Kajetan (1992-2001). Em 1992 recebeu o título de Prelado Honorário de Sua Santidade.
Em 20 de julho de 2001, o Papa João Paulo II o nomeou Bispo da Diocese de San Carlos de Bariloche. Foi consagrado bispo em 18 de setembro de 2001 pelo então arcebispo de Buenos Aires - Jorge Bergoglio. A incorporação canônica da diocese ocorreu em 22 de setembro de 2001.
Em 6 de maio de 2013 foi transferido para o cargo de Ordinário da Diocese de Merlo-Moreno. A posse ocorreu em 9 de junho de 2013.